# Václav Kosmák

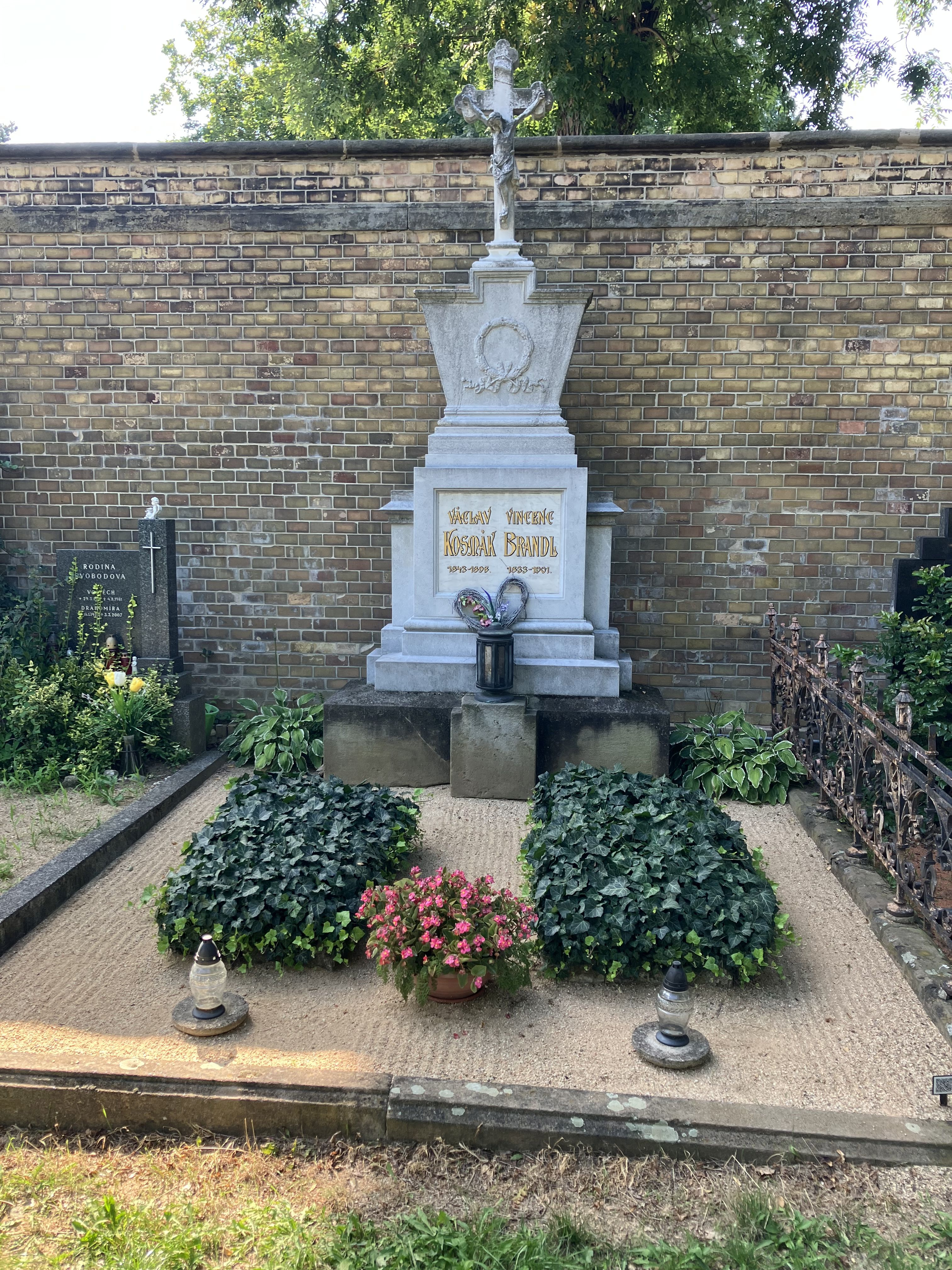
Hrob Václava Kosmáka

Páter Václav (také Vácslav) Kosmák (5. září 1843 Martínkov – 15. března 1898 Prosiměřice) byl katolický kněz, fejetonista, romanopisec a satirik, autor tzv. kukátek.

## Život
Páter Václav Kosmák, významný moravský spisovatel a vlastenec, se narodil 5. září 1843 v moravské obci Martínkov čp.76 v domku u školy – mistru krejčímu, kostelníku, Antonínu Kosmákovi a jeho ženě Anežce, rozené Fialové, jako čtvrtý ze šesti dětí. Od dětství měl velký zájem o vzdělávání, proto jej doporučil místní farář František Jedlička na hlavní farskou školu u sv. Jakuba v Jihlavě u učitele Březiny (1853–1854). Pokračoval pak 1854–1862 dál ve studiu na německém gymnáziu v Jihlavě. Mladého Václava Kosmáka ale zastihla v jeho dvaceti letech první životní rána, 12. října 1863 mu zemřela matka. Pro svůj český původ a nedokonalou němčinu zažíval ústrky i ponižování. O svátcích v létě i v zimě chodíval pěšky z Jihlavy 39 km domů do Martínkova. V Jihlavě rád navštěvoval tamní český majáles, kde v něm vzplanul cit vlastenectví. Na tato svá studentská léta vzpomínal v četných črtách a povídkách.

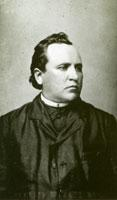
Fotografie Václava Kosmáka

Na přání rodičů v roce 1862 vstoupil do brněnského semináře a za kněze byl vysvěcen 4. června 1866. O prázdninách se vydal na cestu do Mariazell. Jeho kněžským povoláním prolíná také činnost buditelská a spisovatelská. Jeho prvním působištěm bylo místo kaplana v Moravských Budějovicích 1866–1868. Zde byl také jedním z prvních členů tamního obrozenecko-vlasteneckého spolku Budivoj, kde působil jako oblíbený recitátor, klavírista a zpěvák. Byl společenský, rád přednášel a zpíval v tamní české Weiglově kavárně. Regionální buditelskou práci vykonával se svým přítelem, advokátem dr. Eduardem Špatinkou.
Po dvou letech v Moravských Budějovicích dále působil od 21. srpna 1868 do roku 1869 v Hostimi a od 15. září 1869 do roku 1870 v Biskupicích u Hrotovic. Později byl 1870–1872 administrátorem v Řeznovicích u Ivančic, kde napsal několik úspěšných románů. Protože byl vynikající řečník a vlastenec, byl zván na různá shromáždění. Také promluvil 17. září 1871 na obrovském shromáždění 15 000 manifestujících v Jevišovicích na Znojemsku. Společně s ním zde vystoupil buditel a vlastenec notář Jan Vlk ze Znojma. Zajímavostí je, že se tam poprvé zpívala píseň "Kde domov můj". Dále byl 1876 administrátorem na faře Borkovanech a v 1872–1877 Moutnicích.
Na přímluvu profesorů Bartoše a Vladimíra Šťastného u líšeňského hraběte Egberta Belcrediho získal páter Václav Kosmák konečně stálé místo na farnosti ve Tvarožné u Brna (23. 12. 1877), kde tehdy plánovali stavbu nového kostela a na uvolněné místo potřebovali nejen schopného kněze, ale i organizátora. Václav Kosmák se této role ihned ujal a díky jemu a obětavosti všech farníků (hodně prací farníci tehdy pro církev prováděli zdarma), byl v krátké době (1880–1881) kostel sv. Mikuláše pod vedením brněnského stavitele Augustina Weisse postaven. Václav Kosmák byl za zásluhy o výstavbu odměněn jmenováním za čestného konzistoriálního radu v Brně. Ve Tvarožné ho zastihla další smutná zpráva, 9. dubna 1890 zemřel v Martínkově jeho otec. Navštívil ještě v roce 1890 s přáteli Pašijové slavnosti v bavorském Oberammergau.
Po šestnácti letech církevní služby ve Tvarožné, roku 1893 na vlastní žádost, náhle z Tvarožné odešel. (Jako příčina jeho unáhleného odchodu z Tvarožné se uvádí, že místní obecní zastupitelé, "unaveni" stavbou nového kostela, již nemocnému páteru Kosmákovi neprojevili ochotu opravit faru.) Až při loučení 11. května 1893 u Tvarožné si Václav Kosmák uvědomil, jak ho většina farníků měla ráda a nerada se s ním loučila, ale jeho rozhodnutí se již nedalo změnit. Na místě jejich rozloučení mu z vděčnosti farníci postavili vysoký, vyřezávaný dřevěný kříž, který tam stojí i dnes (původní zhotovil roku 1893 tesař a truhlář Matouš Plotěný z Jiříkovic).
Do Prosiměřic u Znojma se páter Václav Kosmák vydal tehdy již vlakem z Brna do Miroslavi 14. května 1893 a dál cestoval do Prosiměřic povozem. V Prosiměřicích byla tehdejší většina farníků německé národnosti, přesto si ho všichni brzy oblíbili a s pomocí dárců místních a z okolí opravili kostel a faru. Dne 22. března 1894 byl také jmenován znojemským děkanem, ale po roce pro vážné onemocnění se úřadu vzdal. Cestoval za léčením ještě do lázní Luhačovice a Karlovy Vary. Přes svoje zdravotní potíže i nadále psal a zveřejňoval svoji literární tvorbu. V Prosiměřicích jej navštívil velmi oblíbený spisovatel Jindřich Šimon Baar. (Když byly v roce 1996 objeveny při opravě věže kostela sv. Jiljí v Prosiměřicích listiny z let 1839, 1894 a 1926, byla mezi nimi i listina vlastnoručně psaná Václavem Kosmákem.)
Po pěti letech služby na farnosti v Prosiměřicích, čestný konzistoriální rada, spisovatel a páter Václav Kosmák 15. března 1898 po vleklé nemoci zemřel ve věku 54 let. V Prosiměřicích byl pochován 18. března 1898 a již po roce (27. dubna 1899) byly jeho ostatky převezeny na Ústřední hřbitov v Brně a uloženy do hrobu č. 89 v nynější skupině 28 v první řadě u zdi. Od roku 1901 sdílí s Václavem Kosmákem společný hrob historik a ředitel zemského archivu v Brně Vincenc Brandl.

## Význam

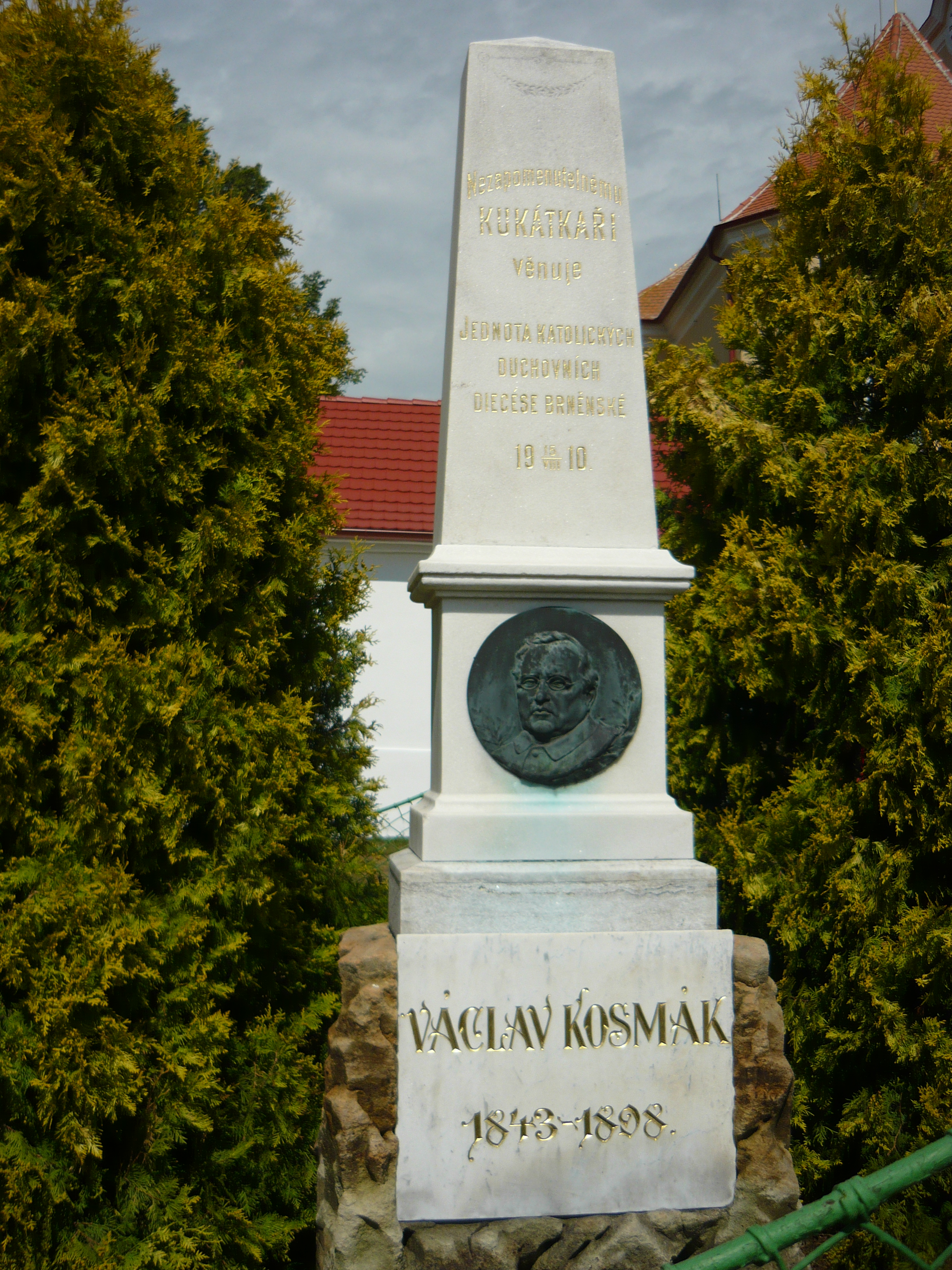
Pomník Václava Kosmáka v Martínkově

Václav Kosmák býval označován za „lidového spisovatele“. Jeho literární dílo je znalcům literatury známé, vždyť Obrázky z kukátek, vyšly ještě v roce 1983 nákladem 9000 výtisků. Kukátka jsou fejetony či podčárníky a to již samo napovídá, že Kosmákova literární práce souvisela s novinami. Kukátka ve svém původním slova smyslu byly skříňové prohlížeče obrázků, byly pouťovou atrakcí, která zprostředkovávala vidění něčeho neobvyklého – světových velkoměst, velkých požárů, nebo exotických zvířat a podobně. V literatuře pak v přeneseném slova smyslu představovala kukátka svébytný literární útvar, totožný s fejetonem, ale jen trefněji pojmenovaným. I když kukátka psal nejen Václav Kosmák, tak se již stala pro něj synonymem. Václav Kosmák od svých devatenácti let (1862) psal básně do časopisu Concordia, také 1865–1866 pro deník Hlas, kresby a povídky. Od roku 1871 pod názvem Besídka a od roku 1873 již Kukátko. Psal také pro kalendář Moravan, časopisy a noviny Náš domov, Obzor, Dělník, Obecné noviny a Anděl strážný. Přispíval skladateli Leoši Janáčkovi do jeho Hudebních listů. (Leoš Janáček se tehdy osobně zúčastnil otevírání nového kostela ve Tvarožné.)
Páter Václav Kosmák, ještě jako kaplan a později farář musel často střídat svá působiště, a to mu kromě jiného dávalo možnost nahlédnout do stovek nejrůznějších lidských osudů a toho skvěle využil při psaní fejetonů – kukátek. Velmi dobře znal své čtenáře a tak psal o věcech pro ně snadno pochopitelných a srozumitelných. Roku 1888 slavnostně promluvil při otvírání nové budovy obecné školy v Moravských Budějovicích a o pět let později tamtéž při otvírání Národního domu. Václav Kosmák je čestným občanem Moravských Budějovic. Zájem čtenářů dokázal, že ještě v letech 1921–1925 vyšlo jedenadvacet svazků jeho Sebraných spisů.
V rodném Martínkově mu spoluobčané s Jednotou katolických duchovních brněnské diecéze postavili roku 1910 u kostela pomník s bronzovou plaketou. Pomník zhotovil Adolf Loos st. Také na faru v Hostimi byla Václavu Kosmákovi umístěna pamětní deska. Pomník vlastenci, buditeli, knězi Václavu Kosmákovi před farou v Prosiměřicích připomíná život a dílo této mimořádné osobnosti, významného moravského spisovatele, jehož romány a povídky patřily na Moravě ve dvacátých létech minulého století k těm nejčtenějším. Na faru v Moravských Budějovicích byla 15. července 1923 umístěna Václavu Kosmákovi pamětní deska. Ve Tvarožné ho připomíná pod kostelem jeho pomník a Kosmákův kříž před obcí. Také byl po něm pojmenován Spolkový (dnes Kulturní) dům Kosmák. V roce 1925 přibyla pamětní deska na rodném domě v Martínkově. Dne 4. září 2021 bylo v jeho rodném domě otevřeno Muzeum P. Václava Kosmáka, ve kterém je expozice představující tohoto jejich nejvýznamnějšího rodáka. Citát Václava Kosmáka: "Někdy jediné slovo člověka zdrtí, nebo naopak povznese".

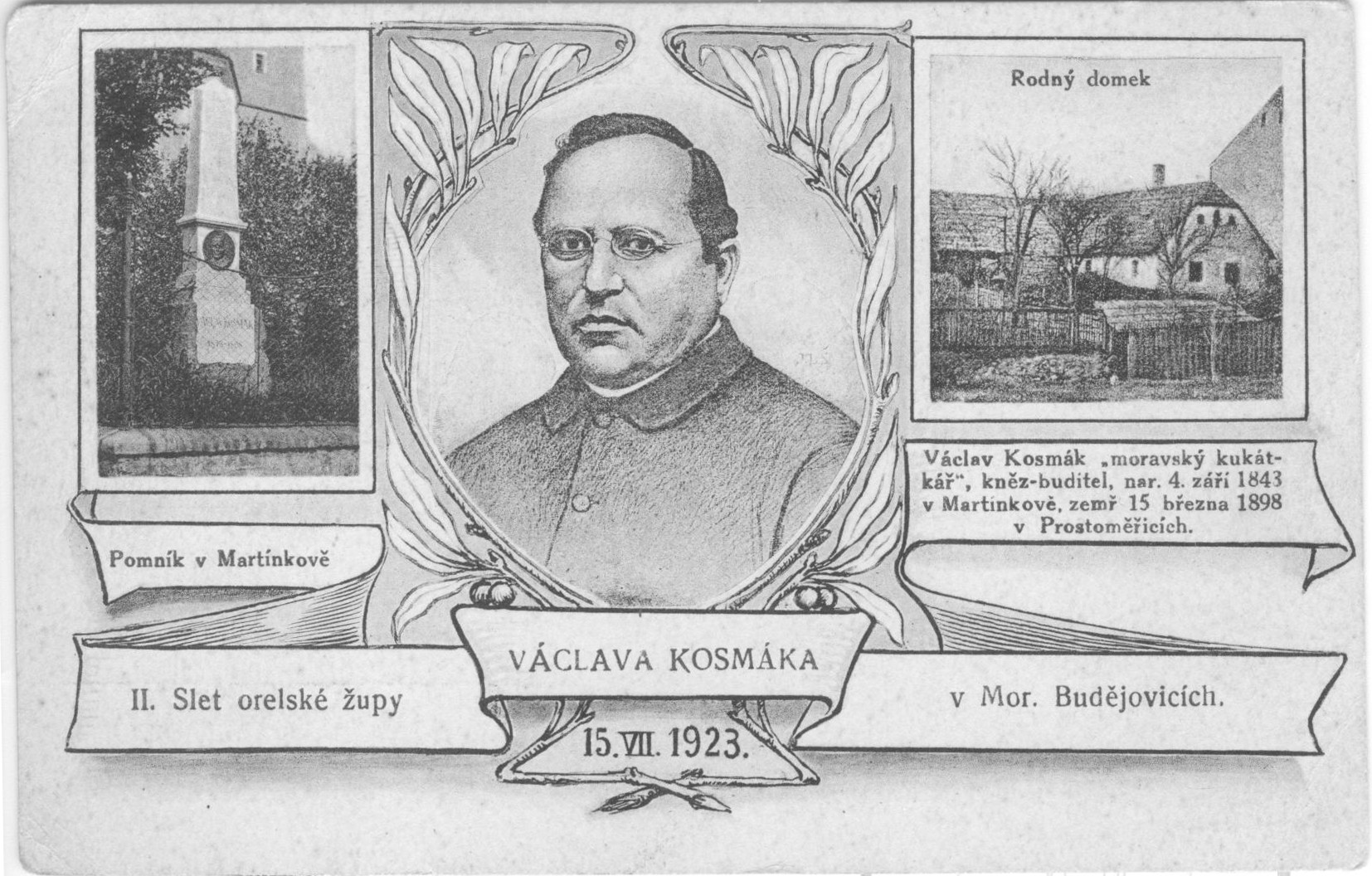
II. Slet orelské župy Václava Kosmáka v roce 1923

Jméno Václava Kosmáka nese od roku 1996 orelská župa na Znojemsku.

## Dílo
- Kukátko, 1873

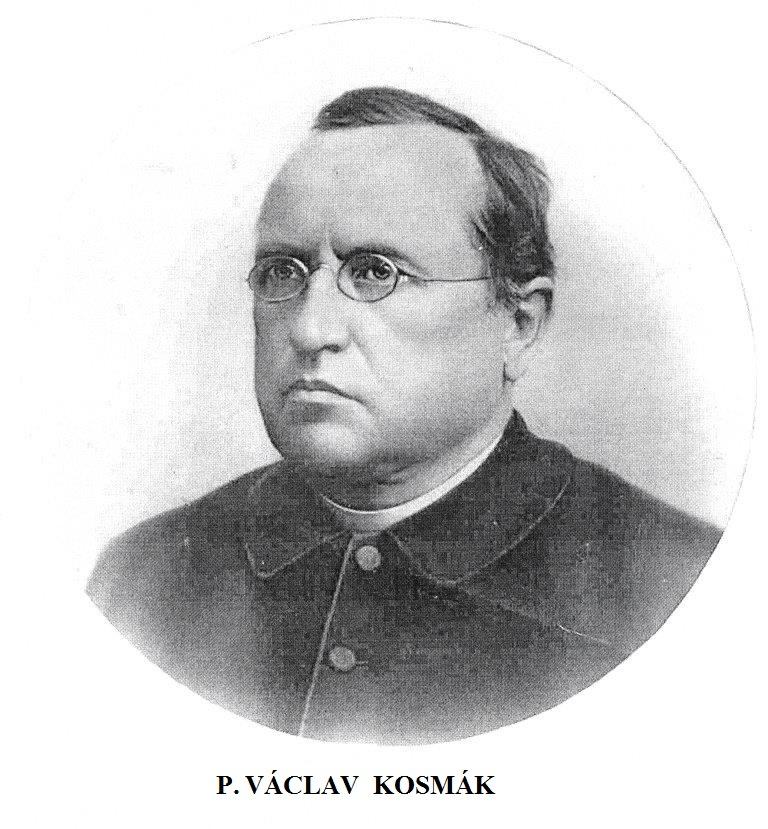
Páter Václav Kosmák, foto Tvarožná LP 1893

- Kukátko, čili, Život v obrazích, 1878
- Několik obrázků z kukátka Vácslava Kosmáka, 1883
- Chrt, 1888 – nejlepší autorův román o nebezpečném bezcharakterním prospěcháři
- Cesta ke klidu : kus skutečného života, 1889 – teologicky pojaté dílo, pojednávající příběh o Cecílii z Ebenthalu, německé protestantce původem z Drážďan, která nakonec konvertuje ke katolicismu
- Nové obrazy z kukátka, 1896
- Eugenie, 1897 – román, v němž lze v postavě dr. Hudce najít dr. Špatinku
- Obrázky z kukátka, 1914

### Dostupné online
- KOSMÁK, Václav. Eugenie. Brno: Papežská knihtiskárna benediktinů rajhradských, 1885. Dostupné online.
- KOSMÁK, Václav. Chrt : obraz ze života. Brno: Tiskárny benediktínů rajhradských, 1905. Dostupné online.
- KOSMÁK, Václav. Jak byl rampouch jun. vyléčen (humoreska). Brno: Benediktínská knihtiskárna, 1910. Dostupné online.
- KOSMÁK, Václav. Kukátko čili Život v obrazích, díl 1.. Brno: Tiskárna benediktínů rajhradských, 1876. Dostupné online.
- KOSMÁK, Václav. Kukátko čili Život v obrazích, díl 3.. Brno: [s.n.], 1883. Dostupné online.
- KOSMÁK, Václav. Kukátko IV.. Brno: Tiskárna benediktínů rajhradských, 1904. Dostupné online.
- KOSMÁK, Václav. Kukátko čili Život v obrazích, díl 5.. [s.l.]: [s.n.], 1892. Dostupné online.
- KOSMÁK, Václav. Kytice z vonného i nevonného kvítí, kterou uvil velehradským poutníkům na památku roku 1885 Kukátkář. Brno: Moravská akciová knihtiskárna, 1885. Dostupné online.
- KOSMÁK, Václav. Nové obrazy z kukátka. Brno: Benediktínská knihtiskárna, 1910. Dostupné online.
- KOSMÁK, Václav. O pouti : obrázek z hudebního života dřívějších let. Brno: Papežská knihtiskárna benediktinů rajhradských, 1887. Dostupné online.
- KOSMÁK, Václav. Otrávená růže : obraz ze života. Brno: Knihtiskárna benediktinů rajhradských, 1902. Dostupné online.
- KOSMÁK, Václav. Potkalo ji štěstí : obraz ze života : Marjana zkrotila Jana. Brno: Občanská tiskárna, 1923. Dostupné online.
- KOSMÁK, Václav. Sláva a úpadek pana Jana Kroutila pololáníka z Drnkalova. Brno: Matice Besedního domu, 1877. Dostupné online.
- KOSMÁK, Václav. Výbor ze spisů Václava Kosmáka. Díl 1, Vzpomínky z mládí. Brno: Papežská knihtiskárna benediktinů rajhradských, 1898. Dostupné online.
- KOSMÁK, Václav. Vzpomínky ze studentských let. Brno: [s.n.], 1909. Dostupné online.
- KOSMÁK, Václav. Ztracená. Brno: Občanské tiskárny, 1922. Dostupné online.
- KOSMÁK, Václav. Ženit se či neženit? : obraz ze života. Brno: Knihtiskárna benediktinů rajhradských, 1907. Dostupné online.